# Waunana eberhardi
Waunana eberhardi är en spindelart som beskrevs av Huber 2000. Waunana eberhardi ingår i släktet Waunana och familjen dallerspindlar.
Artens utbredningsområde är Colombia. Inga underarter finns listade i Catalogue of Life.